# Pierre Loti
Pierre Loti, pseudonimo di Louis Marie Julien Viaud (Rochefort, 14 gennaio 1850 – Hendaye, 10 giugno 1923), è stato uno scrittore e militare francese, membro dell'Académie française. È sepolto nell'isola di Oléron.
Ufficiale di marina, i suoi viaggi gli hanno ispirato numerosi romanzi, tra cui Pescatore d'Islanda.

## Biografia
Pierre Loti era il terzo figlio di Théodore Viaud e Nadine Texier. Gustave Viaud, suo fratello, è medico nella marina militare.
Durante una parte della sua infanzia, dal 1861 al 1864, soggiornò nel corso delle vacanze estive nella cittadina Bretenoux nel Lot, dove si dedicò alla pittura e alla musica. I ricordi di questo periodo sono descritti nelle sue ultime opere come Prime jeunesse o Journal intime.
Nel 1867, allievo brillante ed intelligente, entrò nell'École navale di Brest dove diventò ufficiale di marina. Nel 1870, anno della morte del padre, dopo essersi imbarcato partecipò su una corvetta della marina alla guerra franco-prussiana. Nel 1872 scoprì Tahiti in occasione d'uno scalo e scrisse Le Mariage de Loti. Riceve dalla regina Pomaré il soprannome di Loti (nome d'un fiore tropicale) e adotterà questo pseudonimo dal 1876.
Intanto già dal 1864 era andato ad abitare a Saint Porchaire insieme alla sorella Marie Bon, pittrice. Vicino alla casa della sorella si trovava il castello de La Roche Courbon immerso nella natura selvaggia e celebre per le sue grotte, e che lui chiamò "Il castello della bella addormentata". In questo luogo incantato Loti scoprì l'amore con una giovane zingara. Innamorato del castello lottò per impedirne la vendita ed in effetti riuscì in tale intento.
Nel 1877, in occasione di un viaggio sulla corazzata Couronne in Turchia, incontrò Hatice, la donna a cui si sarebbe ispirato per Aziyadé, personaggio del romanzo omonimo pubblicato nel 1879. Nel libro, Aziyadé è una giovane circassa che appartiene all'harem di un dignitario turco. Essi vivono una bellissima storia d'amore: prima della partenza di Loti, Aziyadé ha confezionato, con i propri gioielli, un anello che offre al suo amante. Nel 1882 Loti dedicò anche Fantôme d'Orient a Hatice/Aziyadé: dieci anni dopo il primo incontro, Loti tornò a Costantinopoli, dove venne a sapere della morte della donna amata e si recò sulla sua tomba.
Nel 1880, ritornò a Costantinopoli. Nel 1881 fu promosso luogotenente di vascello e pubblicò il suo primo romanzo firmato "Pierre Loti": Le Roman d'un spahi, per il quale si ispirò a un viaggio in Senegal. Nel 1883 uscì Mon frère Yves (Mio fratello Ivo), opera impressionista – racconto di un'amicizia virile – che ebbe un grande successo. In questo periodo pubblicò oltre 40 volumi. Nel 1886 fu stampato il suo secondo grande successo Pescatore d'Islanda. Sempre nello stesso anno si sposò con Blanche Franc de Ferrière da cui nel 1889 avrà il figlio Samuel.

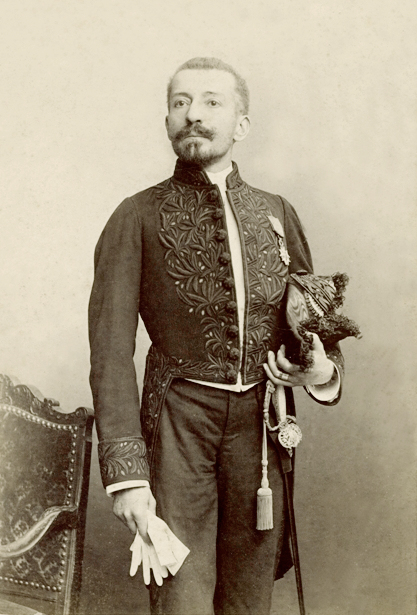
Pierre Loti

Fu eletto all'Académie française il 21 maggio 1891, quasi per scherzo: il suo amico Edmond de Goncourt, essendo libero un seggio all'Académie, propose il suo nome, e Loti vinse levando il posto a Émile Zola.
Nel 1893, iniziò una relazione con Crucita Gainza, di origine basca, da cui avrà tre figli.
Nel 1896 morì sua madre. Nel 1898 comprò la casa degli avi nell'isola di Oléron, in cui Pierre Loti aveva soggiornato nella sua prima giovinezza.
Tra il 1900 e il 1902 fu dapprima mandato in pensione per avere criticato le crudeltà dei soldati francesi durante la conquista della città vietnamita di Hué e poi, dopo un ricorso al Consiglio di Stato, reintegrato nella marina. Ricevette dal Presidente della Repubblica, Félix Faure, la Legion d'onore. Soggiornò di nuovo in Asia e scrisse Les Derniers jours de Pékin (1902) e L'Inde (sans les Anglais) (1903). Visse per venti mesi a Costantinopoli per preparare Vers Ispahan, pubblicato nel 1904.
Tornò a Costantinopoli nel 1910 e nel 1913. In quest'ultimo anno lottò contro lo smantellamento dell'impero ottomano voluto dalle potenze occidentali e pubblicò Turquie agonisante.
Morì il 10 giugno 1923 a Hendaye e dopo i funerali nazionali fu seppellito nella casa degli avi nell'isola di Oléron. Dopo la sua morte, il figlio Samuel pubblicò alcuni estratti del suo diario personale.
Il suo Diario privato fu pubblicato, dopo la sua morte, dal 1878 al 1911 e rivelò un gran numero di fatti di vita che fecero conoscere meglio lo scrittore. Ma il suo successo durò sin al 1940, dopodiché iniziò a venire dimenticato.

## La casa natale
Il 27 settembre 1980, deceduta la vedova del figlio di Pierre Loti, Elsie Pierre-Loti-Vlaud, la casa natale dello scrittore già venduta alla città nel 1969 dal marito Samuel e trasformata in museo nel 1973, viene ad essere a pieno titolo patrimonio cittadino. La casa natale situata al numero 141 della rue Saint-Pierre è diventata quindi Maison Pierre Loti in rue Pierre Loti.

## Stile
Ogni romanzo di Pierre Loti rappresenta un paese diverso. Egli s'immerge nella cultura del paese dove viaggia e la studia. La visione che ha degli altri non è intellettuale ma sensitiva (si lascia trasportare dalle sensazioni provate). Egli sente un grande fascino per l'impero ottomano, dove la tolleranza si confonde con la sensualità. Le donne sono il passaggio obbligato per conoscere le altre civiltà. Egli è alla ricerca di una certa purezza nel contatto con le donne straniere (mito d'una purezza primitiva che deve rigenerare il mondo occidentale).

## Omaggi
- Nei dintorni di Istanbul, vicino alla moschea di Eyüp, esiste un famoso caffè letterario intitolato a Pierre Loti, e la collina su cui sorge è intitolata a lui.

## Opere
- 1879: Aziyadé Archiviato il 1º luglio 2007 in Internet Archive.
- 1880: Rarahu
- 1881: Le Roman d'un spahi
- 1882: Le Mariage de Loti (Rarahu). Fleurs d'ennui. Pasquali Ivanovitch
- 1883: Mon frère Yves
- 1884: Les Trois Dames de la Kasbah
- 1886: Pêcheur d'Islande
- 1887: Madame Chrysanthème; Propos d'exil
- 1889: Japoneries d'automne
- 1890: Au Maroc et Le Roman d'un enfant Archiviato il 15 maggio 2007 in Internet Archive.
- 1891: Le Livre de la pitié et de la mort
- 1892: Fantôme d'Orient
- 1893: L'Exilée et Le Matelot
- 1894: Le Désert, Jérusalem e La Galilée
- 1897: Ramuntcho, e Figures et choses qui passaient
- 1898: Judith Renaudin
- 1899: Reflets sur la sombre route
- 1902: Les Derniers Jours de Pékin
- 1903: L'Inde (sans les Anglais)
- 1904: Vers Ispahan
- 1905: La Troisième Jeunesse de Madame Prune
- 1906: Les Désenchantées.
- 1909: La Mort de Philæ
- 1910: Le Château de la Belle au Bois dormant
- 1912: Un Pèlerin d'Angkor
- 1913: Turquie agonisante
- 1916: La Hyène enragée
- 1917: Quelques aspects du vertige mondial
- 1918: L'Horreur allemande et Les Massacres d'Arménie
- 1919: Prime jeunesse Archiviato il 14 settembre 2008 in Internet Archive.
- 1920: La Mort de notre chère France en Orient.
- 1921: Suprêmes visions d'Orient
- 1923: Un jeune officier pauvre
- 1924: Lettres à Juliette Adam
- 1925: Journal intime (1878-1881), prima parte
- 1929: Journal intime (1882-1885), seconda parte e Correspondance inédite (1865-1904)

### Opere pubblicate in Italia
- dPescatore d'Islanda ( Nutrimenti, 2010; Sonzogno, 1886; Salani, 1900; Nobile, 1911; Modernissima, 1922; Quattrini, 1928; Aurora, 1937; Astrea, 1945; Rizzoli, 1951; Lattes 1952; Signorelli, 1960; D'Anna, 1969)
- Mio fratello Ivo (Treves, 1899])
- Al sepolcro di Gesù (Voghera, 1899)
- Fantasma d'Oriente (Sandron, 1910; Facchi 1919; Asterios Editore, 2008)
- Le tre dame della kasbah (Facchi, 1920)
- Kiku-San o La signora Crisantemo (Società editoriale milanese, 1908 come "La signora dei crisantemi"; Sonzogno, 1922; Minerva, 1935; Valsecchi, 1945; Salani 1955; Muzzio 1995; O barra O edizioni 2014)
- Aziyadé: Estratti di annotazioni e lettere di un tenente della marina inglese (Facchi, 1923; Sonzogno, 1925; Ricci, 1971; Leone Editore, 2013)
- Al Marocco: viaggi (Bietti, 1924)
- L'esiliata: viaggi (Casa editoriale italiana Imperia, 1924)
- Ramuncho (Bietti, 1926; Valsecchi, 1946)
- Gerusalemme (La nuova Italia, 1927; Ibis, 1993)
- Il matrimonio di Loti (Cappelli, 1931)
- Impressioni d'Italia (Carabba, 1931)
- La Sfinge e il Nilo (Rizzoli, 1949, Touring, 1998, Excelsior 1881, 2009)
- Vite di due gatte (Elliot, 2015; Mursia, 1992)
- L'India (senza gli inglesi) (EDT, 1992)
- Al Marocco: da Tangeri a Fez e ritorno (Muzzio, 1993)
- La morte di File (Biblioteca del vascello, 1993)
- I cinquantacinque giorni di Pechino: reportage della rivolta dei Boxer o Gli ultimi giorni a Pechino: un avventuroso viaggio nella Cina dei Boxer (Muzzio, 1997; Editori Riuniti, 2002)
- L'agonia dell'impero turco: la guerra italo-turca e la guerra dei Balcani (Muzzio, 2000)
- Il deserto. Un viaggio attraverso il Sinai (Muzzio, 1993; Editori Riuniti, 2002)
- Costantinopoli nel 1890 (Micron, 2004; Ibis, 2006)
- Pellegrino in Terrasanta. Il deserto, Gerusalemme, la Galilea (con una nota di Sergio Quinzio, Ibis, 2008)
- Un pellegrino ad Angkor (a c. di Maurizio Gatti, O barra O edizioni, 2012)
- Tre giorni di guerra in Annam (a c. di Maurizio Gatti, O barra O edizioni, 2015)
- Giapponeserie d'autunno (a c. di Maurizio Gatti, O barra O edizioni, 2019)
- Un viaggio a Kyoto (a c. di Maurizio Ferrara, Passigli, 2019)
- Uomo di mare (a c. di Giuseppe Balducci, Robin, 2023)